# Ненко Лечев
Ненко Брайков Лечев е български политик от БКП.

## Биография
Роден е на 11 март 1924 г. в пловдивското село Войнягово. От 1943 г. е член на РМС, а от 1950 г. и на БКП. Бил е секретар на Градския и Околийския комитет на БКП в Карлово. Известно време е председател на Изпълнителния комитет на Окръжния народен съвет в Пловдив и заместник-министър на хранителната промишленост. От 1960 г. е генерален директор на ДСО „Родопа“. От 25 април 1971 до 4 април 1981 г. е кандидат-член на ЦК на БКП.